# Erianthina kalawensis
Erianthina kalawensis is een rechtvleugelig insect uit de familie Chorotypidae. De wetenschappelijke naam van deze soort is voor het eerst geldig gepubliceerd in 1975 door Descamps.